# Josef Míčka
Josef Míčka (9. března 1901 Těšínov – ?) byl český a československý politik Československé sociální demokracie a poslanec Prozatímního Národního shromáždění.

## Biografie
Profesí byl rolníkem z Těšínova u Trhových Svinů.
V letech 1945-1946 byl poslancem Prozatímního Národního shromáždění za ČSSD, respektive za Jednotný svaz českých zemědělců. V parlamentu setrval do parlamentních voleb v roce 1946.
Po únorovém převratu působil nadále jako soukromý zemědělec v rodném Těšínově. Koncem 50. let byl trestně stíhán. Rozsudkem Krajského soudu v Českých Budějovicích z 26. února 1959 byl odsouzen za neplnění povinných dodávek mléka v období 1955 – 1958 na osmnáct měsíců odnětí svobody. Soud mu jako přitěžující okolnost započetl to, že využíval k výpomoci při sezónních pracích malé a střední rolníky a dále že „požívá značné vážnosti mezi zemědělci, má v obci pronikavý vliv, který se projevuje nenápadnou formou ochotné pomoci druhým, čímž dochází k ovlivnění myšlení zemědělců i funkcionářů MNV proti socialistické výstavbě vesnice, které je odpůrcem.“ Za podobný přečin byl odsouzen již lidovým soudem v Trhových Svinech 22. září 1953. Rozsudek byl později zahlazen 24. února 1967 usnesením Okresního soudu v Českých Budějovicích.